# Monica Cirinnà
Monica Cirinnà (prononciation italienne : [monika t͡ʃirin'na]), née le 15 février 1963 à Rome, est une femme politique italienne, membre du Parti démocrate (PD) et sénatrice élue le 22 février 2013.
Son nom est associé aux débats sur l'adoption d'une union entre personnes de même sexe en Italie, dont elle a été la première signataire et le rapporteur de la loi.

## Biographie
Monica Cirinnà a fait des études de droit à l'université de Rome « La Sapienza ». 
Elle est élue en décembre 1993 au conseil municipal de la ville de Rome sur la liste de la Fédération des Verts, avec l'appui de Francesco Rutelli. Elle est réélue à trois reprises avec les Verts (1997, 2001, 2006) puis en 2008, avec le Parti démocrate, fondé en octobre 2007.
En décembre 2012, elle présente sa candidature aux primaires pour la sélection des candidats du Parti démocrate avant les élections de 2013, obtenant la huitième place dans la ville de Rome. Elle est élue en février 2013 au Sénat de la République et réélue en mars 2018.
Ses sujets de prédilection sont :
- les droits des femmes,
- l'union civile,
- la défense de l'environnement,
- la protection des animaux.

Elle est l'épouse de l'homme politique Esterino Montino (it), membre du même parti.